# Réserve naturelle provinciale Sandy Islands
La réserve naturelle provinciale Sandy Islands (anglais : Sandy Islands Provincial Nature Reserve) est une réserve naturelle de l'Ontario (Canada) située dans le district d'Algoma.

## Géologie
La surface des îles sont composées de grès de surface rouge et blanc des grès de Jacobsville. L'île Sandy Nord est l'un des meilleurs endroits pour observer cette formation. Les îles sont aussi un bon exemple illustrant la formation de plages côtières.